# William Albrecht
William A. Albrecht (1888-1974), PhD. fue un ingeniero agrónomo estadounidense. Presidente del Departamento de Suelos de la Universidad de Misuri, fue la más destacada autoridad en el estudio de la relación que existe entre la fertilidad del suelo y la salud humana.

## Biografía
Obtuvo cuatro títulos de la Universidad de Illinois. Siendo profesor emérito de suelos en la Universidad de Misuri, observó un vínculo directo entre la calidad del suelo, la calidad de la comida y la salud humana. Estableció conexiones directas entre la pobre calidad en los cultivos de forraje, y la mala salud en el ganado, y a partir de esto desarrolló una fórmula para la proporción ideal de cationes en el suelo, la razón de saturación de base catiónica. Aunque no fue él quien descubrió el intercambio catiónico del suelo como a veces suele suponerse, puede haber sido el primero en asociarlo con las partículas de arcilla coloidales.

«Veinte años antes de que el concepto 'preocupación ambiental' se colara en nuestra conciencia nacional, él ya se encontraba dictando conferencias de costa a costa sobre el amplio tema de la agricultura ecológica.»
C. Edmund Marshall, ('In memóriam', 'Plantas y suelo' vv. 48.)

"El suelo es el 'material creativo' de la mayoría de las necesidades básicas de la vida. Toda la creación comienza con un puñado de polvo."
Dr. William Abrecht.

### Primeros años
William Albrecht nació de padres alemanes en una granja asentada en la pradera norte-central de Ilinois, en el medio oeste estadounidense. Después de acudir a la escuela local pasó por la escuela preparatoria hasta recalar en la Universidad de Ilinois, donde obtuvo una licenciatura en artes liberales. Esto lo llevó a enseñar latín y otras asignaturas en la Universidad de Bluffton, Ohio.
Luego regresó a Illinois para obtener una licenciatura en biología y ciencias agrícolas. Tras su graduación empezó sus investigaciones en botánica mientras dictaba clases para ese mismo departamento. Este período fue clave en su devoción de toda la vida hacia el estudio científico de la fisiología de las plantas y la agricultura, y le permitió adoptar una visión microbiológica de la estructura de la planta, además de concebir el suelo como un ambiente sujeto a variaciones (que podían pasar de favorables a inapropiadas o viceversa). En 1919 presentó la investigación para su doctorado, la cual fue publicada en la revista especializada Soil Science en 1920, bajo el título ‘Fijación de nitrógeno simbiótico influenciada por nitrógeno del suelo’. En su estudio concluyó que el nivel de nitrógeno en el suelo no tenía un efecto significativo en la fijación que realizan las leguminosas.

### Carrera profesional
Albrecht fue un agrónomo devoto, la autoridad más sobresaliente en la relación de la fertilidad del suelo con la salud humana, y obtuvo cuatro títulos de la Universidad de Ilinois. Se convirtió en profesor emérito de suelos en la Universidad de Misuri. El Dr. Albrecht observó un vínculo directo entre la calidad del suelo y la calidad de la comida, trazando una conexión directa entre las cosechas de forraje de pobre calidad, y la mala salud en el ganado.
A finales de 1930, siendo presidente del Depto. de Suelos de la Universidad de Misuri, comenzó su trabajo en la estación experimental agrícola de dicha universidad, investigando sobre las proporciones de cationes y el crecimiento de las leguminosas. Mientras estudiaba la nutrición del ganado, observó que ciertos pastos parecían particularmente conducentes hacia una buena salud, y en algún punto llegó a la conclusión de que la razón de saturación de base catiónica ideal era "H, 10% — Ca, de 60 a 75% — Mg, de 10 a 20% — K, de 2 a 5% — Na, de 0.5 a 5.0% — y otros cationes, a un 5%".
Aunque Albrecht fue un científico de suelos sumamente respetable, minimizó la importancia del pH en el suelo, declarando que las «plantas no son susceptibles a, o están limitadas por, un valor particular de pH del suelo». En lugar de ello, creía que los beneficios de encalar el suelo eran resultado del calcio adicional disponible para la planta, no del incremento en el pH. Esta idea continúa siendo sostenida por sus seguidores hasta el día de hoy, a pesar de toda la evidencia que indica lo contrario. Como en muchas de las tempranas investigaciones de la RSBC el pH del suelo no era controlado, resulta difícil establecer sólidas conclusiones de las investigaciones de Albrecht a favor de la RSBC.

«[...] Se debe tener una visión. De lo contrario, la naturaleza jamás se revelará a sí misma.»
Dr. William Albrecht.

A lo largo de su vida, Albrecht miró hacia la naturaleza para aprender qué podía optimizar el suelo, y al atribuirle muchas enfermedades comunes del ganado directamente a la pobre calidad con que los alimentaban, observó que:

«[...] la comida es fertilidad del suelo fabricada.»

Albrecht fue un prolífico autor de reportes, libros y artículos que circularon por varias décadas, comenzando con sus reportes sobre la fijación del nitrógeno y la inoculación del suelo en 1919. MVG

### Agotamiento del suelo
Fue bastante franco a la hora de señalar responsabilidades por la pérdida de fertilidad del suelo. Habiendo detectado que este fenómeno se debía a la falta de materia orgánica, elementos mayores y minerales traza, y que esto era causa de la pobre calidad en las cosechas que a su vez repercutía en condiciones patológicas para los animales que recibían aquellos alimentos deficientes, no tuvo problema en declarar que:

«Las fórmulas NPK, (nitrógeno, fósforo y potasio) tal como vienen siendo legisladas e impuestas por los departamentos estatales de agricultura de los EE.UU, implican malnutrición, ataques de insectos, bacterias y hongos, proliferación de malezas, pérdidas de cultivos en climas secos, pérdida generalizada en la agudeza mental de la población, conduciendo a enfermedades metabólicas degenerativas y muerte temprana.»

### Muerte y conmemoración
A su muerte legó los documentos de su investigación a su amigo Charles Walters, quien ha promovido sus ideas fundando la revista Acres USA, la cual continúa siendo el centro del movimiento ideal del suelo, y es la actual propietaria de los derechos de difusión de tales investigaciones.

## Lista de publicaciones
El Dr. Albrecht publicó ampliamente desde 1918 hasta 1970:

- Niveles variables de actividad biológica en Sanborn Field tras 50 años de tratamiento, Soil Sci. 1938
- Los animales reconocen buen tratamiento del suelo, Better Crops With Plant Food Magazine, 1940
- Materia orgánica - La vida del suelo, Farmer's Week, Ohio State University, 1940
- Buenos caballos requieren buenos suelos, Horse and Mule Association of America, 1940
- Relación Calcio-Potasio-Fósforo como posible factor en formación ecológica de las plantas, J. Am. Soc. Agron. 1940
- Haciendo efectiva la materia orgánica en el suelo, The Ohio Vegetable and Potato Growers Association, 1940
- Calcio como factor en la germinación de semillas, J. Am. Soc. Agron. 1941
- El suelo como materia prima de una granja o fábrica, J. of the American Society of Farm Managers and Rural Appraisers, 1941
- Materia orgánica del suelo y disponibilidad de iones para las plantas, Soil Sci. 1941
- Ensayos biológicos de la fertilidad del suelo, Soil Sci. 1941
- Potasio en el complejo coloidal del suelo y nutrición de la planta, Soil Sci. 1941
- Alimentando eficiencia en términos de ensayos biológicos de tratamientos de suelo, Soil Sci. 1942
- La salud depende del suelo, The Land, 1942
- ¿Manejo del suelo por la naturaleza o por el hombre?, Western Soils Co. 1942
- Fertilidad del suelo y especie humana, Am. Chemical Society, Chemical and Engineering News, 1942
- Somos lo que comemos - St. Louis Post-Dispatch, 1943
- ¿Por qué aran los granjeros?, Better Crops With Plant Food Magazine, 1943
- Agotamiento de magnesio con relación a algunos sistemas de cosecha y tratamientos de suelo, Soil Sci. 1943
- Haz la hierba más verde a tu lado de la cerca, The Business of Farming, 1943
- Suelo y ganado, The Land, 1943
- Fertilizar el suelo y luego el cultivo, University of Missouri, 1943
- Fertilidad del suelo y nutrición nacional, J. of the American Society of Farm Managers and Rural Appraisers, 1944
- Mejores pastos dependen de la fertilidad del suelo, The Fertilizer Review, 1944
- Dando nuestro suelo por sentado, The Ranchman, 1944
- Fertilidad del suelo, fuente de alimento, The Technology Review, 1944
- Movilizando los recursos fertilizantes de los suelos de nuestra nación, 28th Annual Convention of the National Crushed Stone Association, 1945
- ¿Cuánto duran los efectos de un fertilizante?, Better Crops With Plant Food Magazine, 1945
- Calidad alimenticia desde el suelo, Consumer's Res. Inc. 1945
- Cosechas de vegetales con relación a la fertilidad del suelo, Food Res. 1945
- Discriminación en la selección de alimentos por los animales, The Scientific Monthly, 1945
- Cosechas de vegetales con relación a la fertilidad del suelo-V. Contenidos de calcio en vegetales de hoja verde, Food Res. 1945
- Por tratamientos de suelo en pastos, Guernsey Breeders' J. 1946
- ¡Fertilización extra del suelo alarga temporada de apacentamiento!, Guernsey Breeders' J. 1946
- ¿Por qué ser amigo de la tierra?, Land Letter, 1946
- El suelo como la base de la vida salvaje, Management University of Missouri, 1946
- Suelo y ganado trabajan juntos, 42nd Annual Meeting-American Meat Institute, 1947
- Fertilidad del suelo - la base de la producción agrícola, 4th Annual Meeting of the Western Colorado Horticultural Society, 1947
- Fertilidad del suelo y producción animal, 58th Annual Meeting of the Indiana State Dairy Association, 1947
- 'Nuestros dientes y nuestros suelos, Ann. of Dentistry, 1947
- Puntos ocultos a la fertilidad del suelo, Chilean Nitrate Educational Bureau, Inc., 1947
- Uso extra de fertilización para proveer proteína, Guernsey Breeders' J. 1947
- Los mejores suelos hacen los mejores puercos, Hampshire Herdsman, 1947
- Caliza — el fertilizante natural más destacado, Pit and Quarry, 1947
- Fertilidad del suelo y valor nutritivo de las comidas, Agricultural Leaders' Digest, 1948
- Algunas tasas de disminución de fertilidad, Better Crops With Plant Food Magazine, 1948
- No hay sustituto para la fertilidad del suelo, Better Crops With Plant Food Magazine, 1948
- La calidad de las cosechas también depende de la fertilidad del suelo, Chilean Nitrate Educational Bureau, Inc., 1948
- El potasio ayuda a poner más nitrógeno en el trébol de olor, J. Am. Soc. Agron. 1948
- Patrones nacionales en problemas dentales para modelar la fertilidad del suelo, J. of the Missouri State Dental Assoc. 1948
- Clima, suelo y salud. Patrón climático del suelo y composición de comida, Oral Surgery, Oral Medicine, and Oral Pathology, 1948
- Construyendo suelos para mejores rebaños, Polled Hereford World, 1948
- Diversidad de aminoácidos en legumbres según la fertilidad del suelo, Science, 1948
- Proporción de proteínas y carbohidratos en guisantes, con relación a la fertilización con potasio, calcio y nitrógeno, Soil Sci. 1948
- ¿Está la cura en el suelo?, The Furrow, 1948
- Suelo y proteína, The Land, 1948
- Nuestros suelos, nuestra comida y nosotros mismos, The Mennonite Community, 1948
- Desgastando la fertilidad del suelo - Sus implicaciones nacionales e internacionales, 4th Annual Convention of National Agricultural Limestone Association, 1949
- Nutrición por la vía de la fertilidad del suelo, de acuerdo al modelo climático, British Commonwealth Scientific Official Conference, 1949
- Nutrición en plantas y animales con relación al suelo y factores climáticos, British Commonwealth Scientific Official Conference, 1949
- Nitrógeno para proteínas y protección contra enfermedades, Chilean Nitrate Educational Bureau, Inc., 1949
- Las vacas son farmaceutas competentes para el suelo, Guernsey Breeders' Journal, 1949
- Enfermedades y deficiencias por el suelo, Iowa State College Veterinarian, 1950
- ¿Demasiado nitrógeno o insuficiente?, National Live Stock Producer, 1950
- Fertilidad del suelo: su patrón climático, The Journal of Osteopathy, 1950
- Mata-malezas y fertilidad del suelo, The Rural New Yorker, 1950
- Calidad en los alimentos de cultivo de acuerdo a la fertilidad del suelo, The Technology Review, 1945
- Fertilidad del suelo y producción de alfalfa, University of Missouri, 1950
- Los animales reconocen buenos tratamientos de suelo, Better Crops with Plant Food Magazine, 1951
- Reconstruyendo los suelos del mundo para suplir las necesidades humanas, Chemurgic Papers, 1951
- Fertilidad del suelo con relación a la salud humana y animal, Milk Industry Foundation Convention Proc. 1951
- Guerra: Algunas implicaciones agrícolas, Organic Gardening, 1951
- Fertilidad del suelo y nuestro futuro nacional, Texas Research Found. 1951
- Patrón de caries con relación al patrón de la fertilidad del suelo en los EE.UU, The Dental J. of Australia, 1951
- Patrón de fertilidad del suelo: Sus sugerencias acerca de enfermedades y deficiencias, The J. of Osteopathy, 1951
- Biosíntesis de aminoácidos de acuerdo a la fertilidad del suelo, University of Missouri, 1951
- Deficiencias proteínicas a través de las deficiencias del suelo, University of Missouri, 1951
- Manejando nitrógeno para incrementar la proteína en los granos, Victory Farm Forum, 1951
- La materia orgánica del suelo se enfatiza a sí misma, 1952
- La carga en la tierra, A Symposium, 1952
- Más y mejores proteínas hacen mejores comidas y piensos, Better Crops with Plant Food Magazine, 1952
- Las mejores proteínas crecen en los mejores suelos, Commercial Fertilizer, 1952
- Pastos y suelos, Corn Belt Livestock Feeder, Inc. 1952
- ¿Qué tan inteligente es una vaca?, Missouri Ruralist, 1952
- Fertilidad del suelo y síntesis de aminoácidos por las plantas, National Institute of Sciences of India, 1952
- El valor de la materia orgánica, Rural New Yorker, 1952
- Proteínas y reproducción, The Land, 1952
- La ciencia del suelo mira hacia las vacas, The Polled Hereford World Magazine, 1952
- Fertilidad del suelo - Un arma contra las malezas, University of Missouri, 1952
- Potasio llevando minerales como tratamiento de suelos, University of Missouri Bull. 1952
- Acidez del suelo como deficiencia (fertilidad) de calcio, University of Missouri Bull. 1952
- Nuestros suelos y nuestra salud, Agricultural Leaders' Digest, 1953
- Trébol rojo sugiere escazes de potasa, Better Crops with Plant Food Magazine, 1953
- Suelo y nutrición, California Fertilizer Association, 1953
- Fertilidad del suelo, el control de poder en la creación agrícola, Missouri Farmers Assoc. 1953
- Biosíntesis de aminoácidos de acuerdo a la fertilidad del suelo, Plant and Soil, 1953
- Las proteínas se están volviendo más escazas, The Polled Hereford World Magazine, 1953
- Ecología humana - El patrón de fertilidad del suelo bajo ella, University of Missouri, 1953
- Entrevista en WGN Farm Hour, WGN Radio, 1953
- Nutrición y el modelo climático de desarrollo del suelo, Am. Assoc. for the Advancement of Sci. 1954
- Que las rocas rompan su silencio, American Institute of Dental Medicine, 1954
- Sequías - El suelo tiene razones para ellas, J. of Applied Nutrition, 1954
- La influencia de los elementos minerales del suelo en la nutrición animal, Michigan State University, 1954
- Encalar el suelo para alimentar los cultivos, Missouri Farm News Service, 1954
- Acidez del suelo (bajo pH) representa deficiencias en fertilidad, Pit and Quarry, 1954
- Encalar el suelo para corregir sus deficiencias mayores de fertilidad, Rock Products, 1954
- Reconstruyendo suelos, The Challenger, 1954
- Los servicios del fertilizante en la nutrición de las plantas, University of Missouri, 1954
- ¿Pasamos por alto la calidad de la proteína?, What's New in Crops & Soils, 1954
- Raíces delgadas están buscando, raíces gruesas encuentran, fertilidad del suelo, 1955
- Realizar desgravaciones fiscales para el agotamiento de la fertilidad, Agricultural Leaders' Digest, 1955
- Elementos traza y producción agrícola, Am. Academy of Nutrition, 1955
- ¿Deberían los granjeros recibir descuentos fiscales para la reparación del suelo?, Missouri Farm News Service, 1955
- Ése es el suelo que nos alimenta, Natural Food Associates, 1955
- Cal agrícola - Más que por el bien de su calcio, Pit and Quarry, 1955
- El capital no es sustituto de la fertilidad del suelo, Rock Products, 1955
- El suelo viviente, The Golf Course Reporter, 1955
- Químicos para el mejoramiento de los suelos, University of Missouri, 1955
- Fertilizantes para mayor nivel alimenticio, University of Missouri, 1955
- Proteínas: la lucha de todas las formas de vida por ellas, basada en la fertilidad del suelo, University of Missouri, 1955
- Cambios físicos, químicos y bioquímicos en la comunidad del suelo, Wenner-Gren Foundation International Symposium, 1955
- Por qué su ganado atraviesa la cerca, Western Livestock J. 1955
- Suelos, nutrición y salud animal, J. of the Am. Soc. of Farm Managers and Rural Appraisers, 1956
- El papel del hombre para cambiar la faz de la Tierra, University of Chicago Press, 1956
- Elementos traza y la producción de proteínas, manuscrito, 1957
- Fertilidad del suelo y geografía biótica, The Geographical Review, 1957
- Fertilidad del suelo y la calidad de las semillas, University of Missouri Bull. 1957
- Fertilidad de un suelo balanceado, American Agricultural Reports, 1958
- Fertilidad de un suelo balanceado, Better Crops with Plant Food Magazine, 1958
- Fertilidad de un suelo balanceado - Menos plagas y enfermedades en plantas, Better Crops with Plant Food Magazine, 1958
- Fertilidad de un suelo balanceado - Menos plagas y enfermedades en plantas, manuscrito 1958
- Fertilidad del suelo y nutrición de las plantas, Natural Food and Farming Digest, 1958
- Algunas verdades significativas sobre la buena Tierra, Natural Food Associates, 1958
- Calcio - Interacción del Boro, University of Missouri Bull. 1958
- Nitrógeno, proteínas y personas, Agricultural Ammonia News, 1959
- La naturaleza enseña salud a través de la nutrición, Guest Editorial, 1959
- Agua: Un problema estadounidense, National Council for Social Studies, 1959
- ¿Diagnósticos o post-mórtems?, Natural Food Associates, 1959
- Suelo y salud, Natural Food Associates, 1959
- La salud humana cercanamente relacionada a la fertilidad del suelo, School and Community, 1959
- Creciendo nuestros suplementos proteínicos, University of Missouri, 1959
- La pirámide biótica, 1960
- Fertilidad del suelo con relación a la nutrición animal, manuscrito 1960
- Elementos traza, alergias, y deficiencias del suelo, The Journal of Applied Nutrition, 1960
- El hombre y su hábitat - La papelera de la Tierra, Bulletin of the Atomic Scientists, 1961
- Suelos - Sus efectos en el valor nutricional de las comidas, Consumer Bull. 1961
- Fluorización del agua potable pública, manuscrito 1961
- Introducción al suelo, la comida y la salud, manuscrito 1961
- Suelos fértiles reducen daños de insectos, 1962
- Materia orgánica para la nutrición de las plantas, Clinical Psychology, 1962
- Rocas, polvo y vida, manuscrito 1962
- La materia orgánica balancea la fertilidad del suelo, Natural Food and Farming, 1962
- Los saludables hunzas, The J. of Applied Nutrition, 1962
- ¡Los suelos necesitan fertilidad «viviente»!, Western Livestock J. 1962
- Suelos, y la supervivencia del más apto, manuscrito 1963
- Sólo las dietas balanceadas para las plantas, vía suelo, pueden producir proteínas balanceadas, Mineralas, 1963
- Una política para prevenir la agricultura suicida, Natural Food and Farming, 1963
- Biosíntesis de aminoácidos de acuerdo a la fertilidad del suelo, Plant and Soil, 1963
- Encalar el suelo para corregir sus deficiencias mayores, Rock Products, 1963
- Cultivar auto-protección a través del suelo como nutrición, Clinical Psychology, 1964
- Magnesio - su relación con el calcio en tejidos corporales, Let's Live, 1965
- La salud de las plantas, animales y humanos, varía según la fertilidad del suelo - Modern Nutrition, 1966
- Magnesio en los suelos de los Estados Unidos, Let's Live, 1966
- Las «vidas medias» de nuestros suelos, manuscrito 1966
- El magnesio se integra con el calcio, Natural Food and Farming, 1967
- Problemas de calidad en la productividad de la tierra agrícola, J. of Applied Nutrition, 1968
- Suelos y química, manuscrito 1968
- Elementos traza y materia orgánica del suelo, manuscrito 1968
- Membranas de calcio en plantas, animales y hombre, The J. of Applied Nutrition, 1968
- En relación a la influencia del calcio en la función fisiológica del magnesio, manuscrito 1970

### Publicaciones póstumas
- Conceptos fundamentales de Albrecht (Los documentos de Albrecht, Vol I), William A. Albrecht (Autor), Charles Walters (Editor)
- Fertilidad del suelo & Salud animal (Los documentos de Albrecht, Vol II), William A. Albrecht (Autor), Charles Walters (Editor)
- El calcio en Albrecht (Los documentos de Albrecht, Vol V), William A. Albrecht (Autor), Charles Walters (Editor)
- Los pastos en Albrecht (Los documentos de Albrecht, Vol VI), William A. Albrecht (Autor), Charles Walters (Editor)
- El suelo balanceado en Albrecht (Los documentos de Albrecht, Vol VII), William A. Albrecht (Autor), Charles Walters (Editor)